# Scott Fortune
Scott Thomas Fortune, född 23 januari 1966 i Newport Beach i Kalifornien, är en amerikansk före detta volleybollspelare.
Fortune blev olympisk guldmedaljör i volleyboll vid sommarspelen 1988 i Seoul.